# مارکوس دیویس
مارکوس دیویس (انگلیسی: Marcus Davis؛ زادهٔ ۲۴ اوت ۱۹۷۳) ورزشکار هنرهای رزمی ترکیبی و بوکسور اهل ایالات متحده آمریکا است.